# 坂田記念ジャーナリズム賞
坂田記念ジャーナリズム賞（さかたきねんジャーナリズムしょう）は、日本国内の関西を拠点にした優れた報道活動に贈られる賞。1994年、「報道を通じ関西の文化発展を」という坂田勝郎（元毎日放送社長）の遺志に応えようと設立された。財団法人坂田記念ジャーナリズム振興財団より贈られる。
第1部門は社会に大きな影響を与えたスクープ報道や企画報道などを対象とし、第2部門は国際交流および国際貢献報道を対象とする。

## 過去の受賞者
- 1994年 第1回
  - 【第1部門】
    - 産経新聞大阪本社人権問題取材班「人権考」（代表・平田篤州社会部次長）
    - NHK大阪放送局 福田雅子チーフディレクター

  - 【第2部門】
    - 毎日新聞大阪本社「難民問題取材班」（代表・神谷周孝社会部長）
- 1995年 第2回
  - 【第1部門】
    - 毎日新聞大阪本社「日本商事・ソリブジン問題取材班」（代表・朝野富三社会部長）
    - 毎日放送報道局「電話帳広告をめぐる錯覚商法」（榛葉健記者）

  - 【第2部門】
    - 朝日新聞大阪本社「この国の足音取材班」（代表・法花敏郎社会部次長）
    - 関西テレビ報道部「戦後補償特集取材班」（代表・徳永俊彦記者）
- 1996年 第3回
  - 【第1部門】
    - 毎日新聞大阪本社「希望新聞取材班」（代表・深井麗雄特別報道部長）
    - 毎日放送「大阪大空襲ドキュメンタリー」（山本利樹特別報道部長）

  - 【第2部門】
    - 朝日新聞大阪本社「核取材班」（代表・斎藤忠臣編集委員）
    - NHK大阪放送局「アジア発見プロジェクト」（代表・三枝武編成部長）
- 1997年 第4回
  - 【第1部門】
    - 京都新聞社「学都ルネサンス取材班」（代表・関根英爾政経部長代理）
    - 読売テレビ「福永洋一ドキュメント」（代表・伊豆百合子報道局プロデューサー）
- 1998年 第5回
  - 【第1部門】
    - 産経新聞大阪本社「神戸・児童連続殺傷事件検証報道」（代表・平田篤州社会部次長）
    - 関西テレビ放送 「忘れられた精神病棟-大和川病院が消えた日」（宮田輝美報道制作部ディレクター）

  - 【第2部門】
    - 毎日新聞大阪本社「ネパールに子供病院づくり」（代表・深井麗雄社会部長）
- 1999年 第6回
  - 【第1部門】
    - 京都新聞社「よみがえれ環境取材班」（代表・田中雅弘社会部長代理）
    - 毎日放送「ヤコブ病の実態と刑事告発」（井本里士社会部記者）

  - 【第2部門】
    - 朝日新聞大阪本社「核取材班」（代表・斎藤忠臣社会部論説委員）
- 2000年 第7回
  - 【第1部門】
    - 毎日新聞阪神支局「介助犬取材班」（代表・藤原健阪神支局長）
    - 関西テレビ「夫からの暴力」（片山三喜子アナウンサー）

  - 【第2部門】
    - 読売テレビ「癒しの道しるべ」（堀川雅子報道部記者）
- 2001年 第8回
  - 【第1部門】
    - 読売新聞大阪本社「野宿問題取材班」（代表・原昌平科学部主任）
    - 毎日放送「在日韓国人軍属の戦後補償」（坂井克行特別報道部記者）

  - 【第2部門】
    - 神戸新聞社「神戸コリアン物語取材班」（代表・高士薫社会部副部長）
    - NHK大阪放送局 「ハローニッポン制作プロジェクト」（代表・仁平雅夫チーフプロデューサー）
- 2002年 第9回
  - 【第1部門】
    - 毎日新聞大阪本社 「子どもとクルマ社会」（代表・山田英之社会部記者）
    - 産経新聞大阪本社「附属池田小事件取材班」（代表・石橋文登社会部記者）
    - 読売テレビ「SPN 命を懸けた21世紀の約束」（吉川秀和報道局ディレクター）

  - 【第2部門】
    - 毎日放送「巡礼・世界の聖地」（代表・里見繁報道局次長）
- 2003年 第10回
  - 【第1部門】
    - 毎日新聞大阪本社「BSE問題取材班」（代表・黒川昭良社会部副部長）
    - 産経新聞大阪本社「改革の挑戦者たち」（代表・竹田徹社会部次長）
    - 読売テレビ「見棄てられた理由」（杉山亮報道部記者）
    - NHK大阪放送局 「ウチらの子どもは60人」（代表・泉谷八千代プロデューサー）
- 2004年 第11回
  - 【第1部門】
    - 産経新聞大阪本社「食大全取材班」（代表・佐藤泰博社会部次長）
    - 京都新聞「世界水フォーラム取材班」（代表・桑原毅社会部長代理）

  - 【第2部門】
    - 毎日新聞大阪本社「バーミヤン西方遺跡取材班」（代表・佐々木泰造学芸部副部長）
    - 読売テレビ「さんとす丸の17家族」（中川禎昭制作局エグゼクティブプロデューサー）
- 2005年 第12回
  - 【第1部門】
    - 産経新聞大阪本社「大阪の時代 輝きはいつから失われたか」（皆川豪志社会部記者）
    - 毎日新聞大阪本社「愛の手取材班」（代表・石川隆宣記者）
    - 朝日新聞大阪本社「野菜産地偽装事件取材班」（代表・山崎靖社会部遊軍長）
- 2006年 第13回
  - 【第1部門】
    - 読売新聞大阪本社「技あり関西取材班」（代表・吉島一彦編集委員）
    - 関西テレビ「くらやみにまけないで 虐待の記憶との闘い」（代表・塩川恵造報道局ディレクター）

  - 【第2部門】
    - 産経新聞大阪本社「幸せってなに？ ブータン紀行」（皆川豪志社会部記者）
    - 毎日放送「祖国よ 中国残留孤児の戦後」（岡山美彦報道局番組センター主事）
- 2007年 第14回
  - 【第1部門】
    - 産経新聞大阪本社「死を考える」（代表・皆川豪志社会部記者）
    - 毎日新聞大阪本社「奈良の妊婦死亡をはじめとする医療体制の不備を問うスクープとキャンペーン」（代表・井上朗奈良支局長）
    - NHK大阪放送局 「発達障害問題取材班」（代表・相沢冬樹報道部デスク）

  - 【第2部門】
    - 関西テレビ「類人猿ボノボの棲む森で」（西山直樹報道部ディレクター）
- 2008年 第15回 （対象は平成19年/2007年の記事や放送番組）
  - 【第1部門】
    - 京都新聞社「絆（きずな）つむいで」取材班＝連載企画「絆つむいで」
    - 大里いずみ・サンテレビジョン報道部記者＝スペース2007「記憶結んで共に歩く 若年アルツハイマーを生きる」

  - 【第2部門】
    - 読売テレビ「やくそくの里」取材班＝NNNドキュメント'07「やくそくの里～コウノトリとともに生きる～」

  - 【奨励賞】
    - 朝日新聞虐待問題取材班＝長期連載「ルポ虐待」
    - NHK大阪放送局朝鮮通信使400年取材プロジェクト班＝かんさい特集「朝鮮通信使400年 その知られざる歴史」
- 2009年 第16回 （対象は平成20年/2008年の記事や放送番組）
  - 【第1部門】
    - 「無保険の子ども」毎日新聞大阪本社社会部（代表＝戸田栄・社会部副部長）
    - 長期連載「あなたの愛の手を」と関連企画記事＝神戸新聞社取材班
    - ドキュメンタリー「戦世（いくさゆ）を生きて－関西ウチナーンチュ・最後の証言」関西テレビ取材班

  - 【第2部門】
    - 「海峡を越えて－埋もれた日韓歌謡史」篠田丈晴・産経新聞大阪本社文化部記者
    - NNNドキュメント'08「あとりえ～“枠”を飛び出す鬼才アーティストたち～」堀川雅子・読売テレビ報道局ディレクター

  - 【特別賞】
    - 「いのちの“格差”」三重テレビ「ハンセン病と戦争」取材班
    - 映像'08「息子は、工場で死んだ－急増する非正規労働者の労災事故」奥田雅治・毎日放送報道局番組センターディレクター
- 2010年 第17回 （対象は平成21年/2009年の記事や放送番組）
  - 【第1部門】
    - 毎日新聞大阪本社企画取材班「点字の父・ブライユ生誕200年にちなんだ点字と視覚障害者に関する一連のキャンペーン」（代表＝関野正・社会部副部長）
    - 連載「約束〜若年性乳がんを生きて」、「続・約束〜乳がんと闘って」佐々木栄・読売新聞大阪本社社会部記者
    - ドキュメンタリー「悲劇の楽園〜北朝鮮帰国事業、50年目の真実」朝日放送取材班（代表＝石高健次・報道局局次長プロデューサー）
    - クローズアップ現代「貧困狙う“闇の病院”」NHK奈良放送局、大阪放送局診療報酬詐欺事件取材班（代表＝稲垣雄也・奈良放送局記者）

  - 【第2部門】
    - 長期連載「写真が語る戦争」朝日新聞大阪本社取材班（代表＝永井靖二・編集局社会グループ記者）
    - 「ザ・ドキュメント『父の国 母の国−ある残留孤児の66年−』」関西テレビ取材班（代表＝柴谷真理子・報道番組部ディレクター）
- 2011年 第18回 （対象は平成22年/2010年の記事や放送番組）
  - 【第1部門】
    - 連載企画「眠れぬ墓標」池田祥子・産経新聞大阪本社社会部記者
    - 「大阪地検特捜部の主任検事による押収資料改ざん事件の特報及び関連報道」朝日新聞大阪本社社会グループ取材班
    - 「映像'10・母との暮らし～介護する男たちの日々～」奥田雅治・毎日放送報道局番組センターディレクター
    - 「今日も、上（じょう）日（び）やなぁーー 島医者も家族の一員」脇こず恵・三重テレビ放送報道制作部ディレクター

  - 【特別賞】
    - 「性暴力問題」取材班の連載企画「性暴力を問う」読売新聞大阪本社社会部
    - 「『震災障害者』問題キャンペーン報道」毎日新聞神戸支局「震災障害者問題」取材班
- 2012年 第19回 （対象は平成23年/2011年の記事や放送番組）
  - 【第1部門】
    - 「『ぼうさい甲子園』と一連の防災教育推進キャンペーン」毎日新聞大阪本社社会部防災教育取材班
    - 「連載『ひとりじゃないよ』を中心とした脱・孤立キャンペーン」京都新聞取材班
    - 「『生活保護 3兆円』を問う」NHK大阪放送局報道部生活保護取材班
    - かんさい情報ネットten!シリーズ企画「関西から支える」読売テレビ取材班

  - 【第2部門】
    - 連載企画「アジアを駆ける」日経新聞大阪本社取材班

  - 【特別賞】
    - 「Radio News『たね蒔きジャーナル』で原発事故報道」毎日放送ラジオ局番組センター東日本大震災取材制作班
    - ザ・ドキュメント「脱北者たち 大阪・八尾に生きて」関西テレビ報道番組部取材班
- 2013年 第20回 （対象は平成24年/2012年の記事や放送番組）
  - 【東日本大震災復興支援坂田記念ジャーナリズム賞】（財団設立20年記念企画）
    - 東日本大震災の被災者らを描く連載「これから～大震災を生きる」河北新報社報道部
    - 「6枚の壁新聞」石巻日日新聞社
    - 「東京電力福島第1原発1、3号機の水素爆発に関する報道」福島中央テレビ報道制作局

  - 【第1部門】
    - 東日本大震災後の防災・減災に関する年間「災後を生きる」読売新聞大阪本社取材班
    - ドキュメンタリースペシャル「復興の狭間で～神戸 まちづくりの教訓～」朝日放送報道局ニュース情報センター取材班
    - ドキュメンタリー「花在ればこそ吾も在り～世界的植物学者を支えた神戸人」井田和秀サンテレビ報道部記者

  - 【第2部門】
    - 長期企画「あなたの愛の手を～海を越えて」毎日新聞大阪本社社会部取材班

  - 【特別賞】
    - 「大津市中2男子自殺をめぐる一連の報道」共同通信大阪支社社会部いじめ取材班
    - 連載企画「現場百景」日本経済新聞大阪本社取材班
    - ドキュメント「深耕アジア 甦る！シルクロード“中央アジア”を耕せ」テレビ大阪報道部取材班
    - NNNドキュメント'12「技術売買～ある中小企業の決断～」金崎浩・読売テレビ報道局記者

- 2025年 第32回[1]
  - 【第1部門】
    - 「ダブルケア」を巡るキャンペーン報道（毎日新聞社社会部大阪グループ・ダブルケア取材班）
    - 神戸新聞「阪神・淡路大震災30年報道」（同取材班）
    - NNNドキュメント'24「釜ヶ崎の肖像：明日への3000枚」（読売テレビ報道局・平村香月）
    - ザ・ドキュメント「さまよう信念：情報源は見殺しにされた」（関西テレビ「さまよう信念」取材班）

  - 【第2部門】
    - NHKスペシャル「封じられた第4の被曝：なぜ夫は死んだのか」（NHKスペシャル取材班）

## 関連書籍
- 「あの大阪は死んだのか」（著：皆川豪志、産経新聞ニュースサービス、扶桑社）：産経新聞大阪夕刊の連載記事を単行本化したもの。
- 「人権考」（産経新聞大阪本社人権問題取材班・編、解放出版社）：第1回坂田記念ジャーナリズム賞受賞の連載「人権考―心開くとき」を単行本化
- 「命の重さ取材して」（扶桑社）：第5回坂田記念ジャーナリズム賞受賞
- 「本気で叱って抱きしめて 60人の子どもを育てた里親夫婦」（著：奥本千絵、NHK出版）：第10回坂田記念ジャーナリズム賞受賞のNHKスペシャル『ウチらの子どもは60人』を単行本化したもの。
- 「私たちは何を食べているのか？―検証！日本の食卓」（著：産経新聞社会部、産経新聞ニュースサービス、集英社）：第11回坂田記念ジャーナリズム賞受賞の産経新聞大阪の連載「食大全」を単行本化したもの。
- 「一歩先行く関西流アジアビジネス成功の極意」（著：日本経済新聞社、日本経済新聞社）：第13回坂田記念ジャーナリズム賞受賞企画「アジアと関西」を単行本化したもの。
- 「大津中2いじめ自殺～学校はなぜ目を背けたのか」（著：共同通信大阪社会部、PHP研究所）：第20回坂田記念ジャーナリズム賞受賞の連載企画を大幅加筆するなどして新書化したもの。